# Европски добровољни пензијски фонд
Европски добровољни пензијски фонд је први добровољни пензијски фонд на простору Републике Српске и Босне и Херцеговине.

## Оснивање
Износ основног капитала износи 4,4 милиона конвертибилних марка. Удио у власништву имају Европска банка за обнову и развој са 33% удјела (16,5% ЕБРД и 16,5% ЕНЕФ - Фонд за развој предузећа којим управља ЕБРД),Пензијски резервни фонд Републике Српске – ПРЕФ 33% удјела и Скупна д.д. 34%.
Сједиште Фонда је у Бањој Луци.

## Друштво за управљање
Основна дјелатност Друштва за управљање Европским добровољним пензијским фондом јесте организовање и управљање добровољним пензијским фондовима и пензијским плановима.
Органи Друштва за управљање су Извршни одбор и Управни одбор.